# Comité olympique mexicain
Le Comité olympique mexicain (en espagnol, Comité Olímpico Mexicano, COM) est l'organisation sportive du Mexique qui sert de comité national olympique et qui a été fondé en 1923 dans le district de Lomas de Sotelo, à Mexico.